# Glädjetåget
Glädjetåget var ett humorradioprogram i Sveriges Radio P3. Mellan 1990 och 1993 sändes sammanlagt 109 avsnitt om två timmar.
Sändningstiden var antingen fredagar 17:00–19:00 eller lördagar 12:00–14:00, programmet repriserades på kvällstid. Programledare, eller ”konduktör”, var Anders Lundin. Han presenterade sketcher med bland andra Karin Gidfors, Magdalena Johannesson, Jannike Grut, Hans Rosenfeldt, Robert Gustafsson, Johan Paulsen, Philip Ronne, Erik Blix och Peter Dalle.
Bland de återkommande inslagen fanns såpopera-parodin Kärrtorp och skvallerjournalistik-parodin Skvallerbyttan med Ernst von Schinkel.
Producent var Kerstin Franzén.

## Glädjetåget på skiva
1996 gav Egmont ut CD-skivan Glädjetåget där man samlat sketcher från serien, huvudsakligen med Robert Gustafsson och Philip Ronne som medverkande. Året efter kom Glädjetåget spår 2 med samma koncept. 